# Glendale (Ohio)
Glendale – wieś w USA, w stanie Ohio, w hrabstwie Hamilton.
Liczba mieszkańców w 2000 roku wynosiła 2188.